# Publio Cluvio Máximo
Publio Cluvio Máximo Paulino (en latín: Publius Cluvius Maximus Paulinus) fue un senador romano que vivió a mediados del siglo II, y desarrolló su cursus honorum bajo los reinados de Antonino Pío y Marco Aurelio. En una inscripción se le nombra como Publio Cluvio Máximo.

## Orígenes familiares
Su padre era Publio Cluvio Máximo Paulino, cónsul sufecto alrededor del año 142, se desconoce la identidad de su madre.

## Carrera política
Una inscripción, prueba que Máximo fue cónsul sufecto en el nundinium de octubre-diciembre del año 152 junto con Marco Servilio Silano.